# Sportfunk-Fußballerwahl
Die Sportfunk-Fußballerwahl war eine von der österreichischen Sportzeitschrift Sportfunk ins Leben gerufene und veranstaltete Wahl, in der die beliebtesten Fußballspieler Österreichs von den Lesern der Zeitschrift gewählt wurden. Die Wahl fand erstmals im November 1946 statt und wurde bis 1955 jährlich wiederholt. Erster österreichischer Fußballer des Jahres konnte dabei Franz Binder mit 7896 Stimmen werden, hauchdünn vor Karl Decker mit 7812 Stimmen. Die Stimmabgabe erfolgte mittels eines Briefes, den man an die Sportfunk-Redaktion schicken beziehungsweise persönlich dort abgeben konnte. Inspiriert wurde das Blatt eigenen Aussagen zufolge durch gleichartige französische und sowjetische Wahlen, es handelte sich nämlich um die erste Art einer solchen Wahl in Österreich. Heute wird dieser Tradition der Fanwahl durch die Kronen Zeitung als Krone-Fußballerwahl fortgesetzt.
1947 war es auf Grund der damals im Nachkriegsösterreich herrschenden Papierknappheit (!) nicht möglich, eine Wahl durchzuführen. Der Sportfunk sprach bei der Wahl 1948 allerdings Franz Binder den Titel quasi im Nachhinein zu und meinte: „Es ist mit Sicherheit anzunehmen, daß der Rapidler auch in dem vergangenen Jahre als Titelträger wiedergewählt worden wäre, da Binder gerade in dieser Zeit glänzender in Form war.“ 
| Jahr | Spieler         | Verein         |
| ---- | --------------- | -------------- |
| 1946 | Franz Binder    | SK Rapid Wien  |
| 1948 | Franz Binder    | SK Rapid Wien  |
| 1949 | Franz Binder    | SK Rapid Wien  |
| 1950 | Gerhard Hanappi | SC Wacker Wien |
| 1951 | Walter Zeman    | SK Rapid Wien  |
| 1952 | Walter Zeman    | SK Rapid Wien  |
| 1953 | Walter Zeman    | SK Rapid Wien  |
| 1954 | Gerhard Hanappi | SK Rapid Wien  |
| 1955 | Gerhard Hanappi | SK Rapid Wien  |